# Marcial Buj Luna
Marcial Buj Luna, Chas (Saragossa, 1909 - 1959) va ser un humorista gràfic i caricaturista aragonés.
Va treballar com a periodista a l'Heraldo de Aragón des dels 18 anys de la mà de son pare, el periodista Marcial Buj. Va treballar sobretot com a humorista gràfic habitualment amb caricatures i acudits. La seua primera època és la millor recordada, quan les seues vinyetes encara conservaven el seu característic traç senzill. Les caricatures li van portar a retratar a una gran varietat de personatges de la seua època.
Durant els anys quaranta va mantenir una secció diària amb el títol de Nota de humor
Va pertànyer a l'Agrupació d'Humoristes Aragonesos. Va ser contemporani d'altres humoristes aragonesos com Manuel Bayo Marín, Gazo, Teixi, De l'Arc, Yus, Cardona, Rael, Mata, etc.
El mercantil va ser l'escenari de la seua primera exposició personal, que va constar de diverses caricatures i aquarel·les. Igualment va prendre part en la penya Niké, a la qual va aportar la seua obra en diverses exposicions artístiques. Com a periodista va realitzar diverses entrevistes a artistes de la seua època; de la mateixa forma va signar crítiques d'art amb el pseudònim que el va fer conegut: Chas. El 1932 va realitzar una exposició al Palau Provincial de Saragossa, clausurada el 17 de gener. El 1944 va realitzar el cartell guanyador de les festes del Pilar de Saragossa.